# Барабан (Пермский край)
Барабан — деревня в Куединском районе Пермского края. Входит в состав Большегондырского сельского поселения.

## Географическое положение
Расположена на реке Барабан, примерно в 5 км к юго-западу от села Большой Гондыр и в 24 км к юго-западу от Куеды. Ближайшая железнодорожная станция — Рабак, находится в 1,5 км к юго-западу от деревни.

## Население
| 2010 |
| ---- |
| 153  |

## Топографические карты
- Лист карты P-40-123.